# Armil
Armily pl. (anglicky Armills, z latinského: armillae) je typ náramku, jedna ze součástí roucha patřících do regálií Spojeného království, známé jako symbol náramek moudrosti pravdy (the bracelets of wisdom and sincerity). Armily byly použity při množství korunovací. Nejstarší Armily v souboru britských královských klenotů jsou z doby vlády krále Karla II., nejnovější patřily královně Alžbětě II.
Výraz Armily se v historii rovněž používal pro druh hedvábného šálu upevněného okolo zápěstí nebo předloktí, nicméně v Anglii se týká pouze královského náramku.